# أبراهام كلارك
أبراهام كلارك (بالإنجليزية: Abraham Clark)‏ (و. 1726 – 1794 م) هو سياسي، ومحامي من المملكة المتحدة. ولد في إليزابيث، نيو جيرسي.
توفي عن عمر يناهز 68 عاماً.

## مناصب
تولى منصب عضو مجلس النواب الأمريكي.